# Baile na Finne
Baile na Finne (nome ufficiale in gaelico irlandese villaggio sul Finn, talvolta anglicizzato Fintown) è un piccolo centro abitato del Donegal, contea più settentrionale d'Irlanda.
Situato in una suggestiva e poco abitata gaeltacht ad est di Glenties, sulle sponde del Lough Finn, è nota soprattutto per il Mhuc Dhubh, ovvero la Fintown Railway, unica ferrovia rimasta in Donegal.